# Литовско-эстонские отношения
Литовско-эстонские отношения — двусторонние дипломатические отношения между Литвой и Эстонией. Эстония имеет посольство в Вильнюсе. Литва имеет посольство в Таллине. Обе страны расположены в Балтийском регионе и являются полноправными членами НАТО и Европейского Союза .

## История
Дипломатические отношения между межвоенными Литвой и Эстонией были установлены 2 марта 1921 года.
Обе страны ранее были частью Советского Союза. Литва и Эстония официально восстановили дипломатические отношения 16 июня 1991 года. По случаю 100-летия установления дипломатических отношений 3 марта 2021 года Литву с официальным визитом посещала Президент Эстонии Керсти Кальюлайд.

## Соглашения
Многие соглашения между двумя странами являются трехсторонними с Латвией как с тремя балтийскими государствами. В 2004 году соглашение о свободной торговле, подписанное в 1992 году между странами Балтии, было отменено, когда все три страны присоединились к Европейскому Союзу. В 2017 году две страны вместе с Латвией подписали железнодорожное соглашение. Соглашение является предварительным условием для возможной высокоскоростной железной дороги между государствами.